# Elli Hemberg
Elin Elisabeth "Elli" Hemberg, gift Erlandsson, född 13 november 1896 i Skövde, död 23 maj 1994 i Stockholm, var en svensk målare och skulptör. Hon utvecklade 1900-talets visionära, estetiskt präglade modernism till en absolut och avslutande höjdpunkt.

## Biografi
Elli Hemberg var dotter till kontraktsprosten Johan Hemberg och konstnären Signe Hemberg, född Hedenius, och växte upp i Skövde. Hennes morfar var medicinprofessorn Per Hedenius. Hon gick på gymnasium 1915–1917 i Uppsala, utbildade sig därefter på Wilhelmsons målarskola i Stockholm 1918–1922 och ställde ut på Liljevalchs konsthall i Stockholm 1922.
I september året därpå gifte hon sig med läkaren Sven Erlandsson (född 14 april 1896 i Norrbärke, död 6 november 1966 i Stockholm) i Våmbs kyrka utanför Skövde. Som konstnär fick hon behålla sitt flicknamn.

### Intresse för dynamisk symmetri
Elli Hemberg upptäckte 1949 designbegreppet dynamisk symmetri, genom att läsa boken The Elements of Dynamic Symmetry, skriven av Jay Hambidge. Detta är en teori omkring matematiska regler som styr formerna i naturen, och hur detta i förlängningen påverkar människans uppfattning av skönhet och estetik. Dessa tankar bidrog starkt till påverka Hembergs vidare konstnärliga utveckling.
Hela vår värld är uppbyggd med någon sorts symmetri som princip, den statiska och den dynamiska. Den statiska symmetrin finns i den oorganiska naturen, till exempel i kristaller. I den organiska naturen råder den dynamiska symmetrin, livets och rörelsernas symmetri, till exempel i solrosens spiralmönster eller tallkottens uppbyggnad.
Dynamisk symmetri påminner om Det gyllene snittet och återfinns i människokroppen och i växter.

### Bildkonst
Elli Hemberg målade framför allt landskap och porträtt, till att börja med i nysaklig stil. Under senare delen av 1940-talet påbörjade Elli Hemberg ett nära samarbete med Otto G. Carlsund och övergick först till abstrakt konst och så småningom från måleri till skulptur. Först på 1970-talet slog hon på allvar igenom som konstnär. Hon skapade arkitektoniska skulpturer där hon arbetade med rum och ljus och fick många offentliga uppdrag.
| ”                  | Elli Hembergs konst är kompromisslös. Hennes skulpturer är lika enkelt sköna som en haiku. Och liksom haikun formas av meterns rytmik löser sig skulpturerna ur en kristallklar geometri där delen alltid står i relation till helheten. | „ |
| – Bo Sylvan (1980) | |   |

### Skulptur
Hemberg skapade arkitektoniska skulpturer där hon arbetade med trä, glas, metall, stål och betong. Hon inspirerades av den amerikanske konstteoretikern Jay Hambidges bok ”The elements of dynamic symmetri”.
| ”                     | Att kunna direkt överföra en tvådimensionell (arkitektonisk) ritning till en fungerande tredimensionell byggnad (skulptur) är väl min insats inom konsten. Ja, i rätta händer är den nog det. Vem skall fullborda? | „ |
| – Elli Hemberg (1977) | |   |

## Offentliga verk

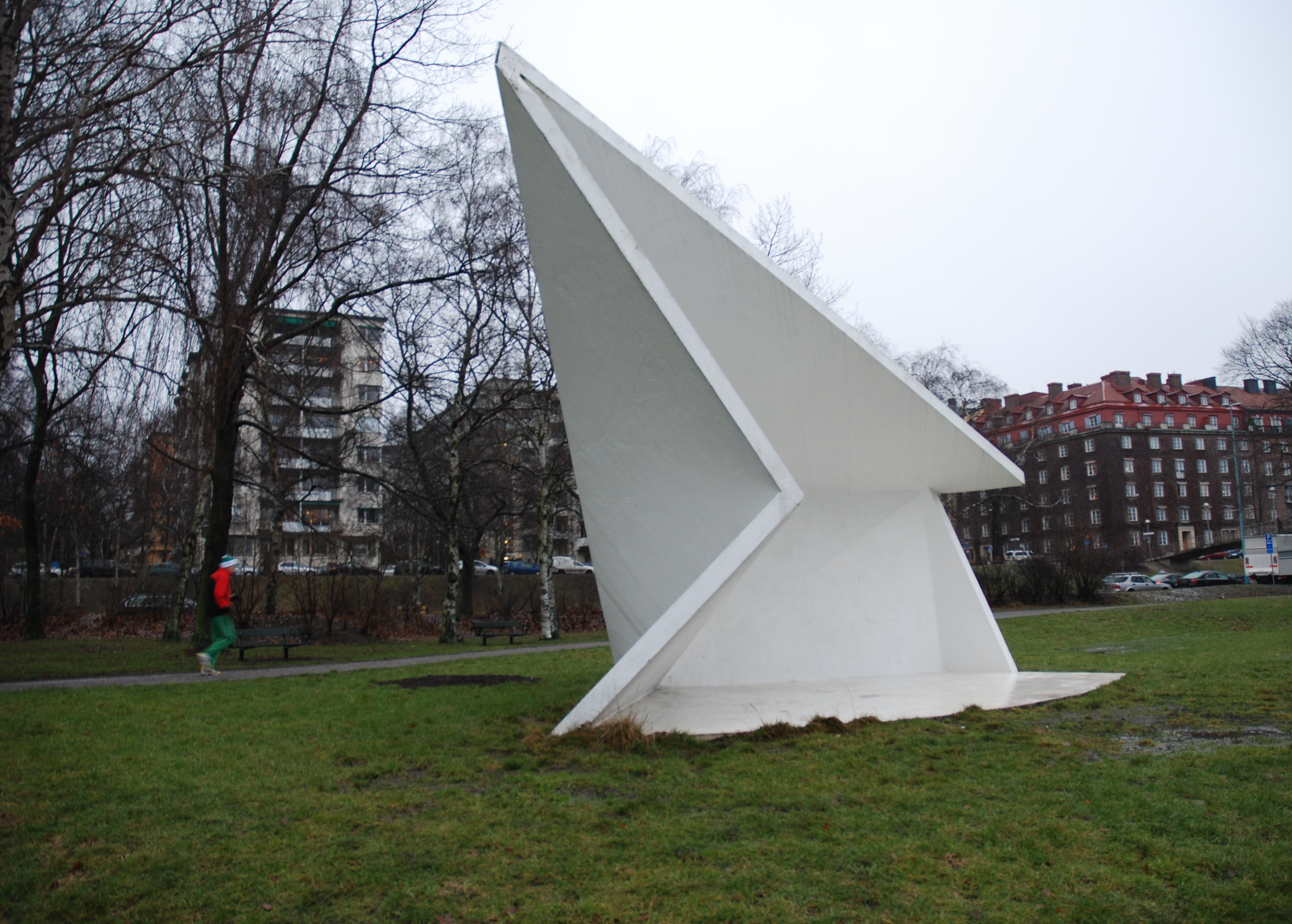
Fjärilen i Rålambshovsparken på Kungsholmen i Stockholm

Ett femtontal av hennes konstverk finns i offentlig miljö.
- Oljemålning (1938), S:t Knuts kyrka, Linero i Lund (tävlingsförslag; deposition av Skissernas museum)
- Portar mot havet (1969), betong
- Virvelvind (1970), metall, Riksarkivets entré, Stockholm

Ljusfångare (1973) Åkersberga 
- Seglet (1974), rostfritt stål, utanför Tekniska nämndhuset vid Klara sjö i Stockholm
- Ovalen (1976), skulpturalt vindskydd vid en busshållplats på Tornby industriområde i Linköping
- Simmarna, eller  Badande (1978), rostfritt stål, skulpturparken vid Skissernas museum i Lund
- Fjärilen (1980), betong, Rålambshovsparken i Stockholm
- Porten (1983), minneslunden på Norra kyrkogården i Norrköping
- Vågen slår över (1984), Arméns Tekniska skola i Östersund
- Vänskap mellan folken (1986), betong, Handelsflottans fritidsanläggning på Djurgården i Stockholm
- Isringar (1989), vid Billingehovs ishall i Skövde
- Solkrets (1989), Viktoriaplatsen i Skellefteå
- Seglet och snäckan, Helenaskolan i Skövde
- Tre löv, skulpturparken vid Norrköpings konstmuseum
- Dans för fioler, Kungsgårdsskolan i Norrköping
- Stadens musa, Storsjöteatern i Östersund
- Dansande figurer, Hullstabäcken i Sollefteå

Hemberg är representerad vid bland annat Kalmar Konstmuseum, Skissernas museum och Moderna Museet i Stockholm. Den konstnärliga kvarlåtenskapen är till merparten samlad i Elli Hemberg-arkivet i Konstmuseet i Skövde.

## Galleri

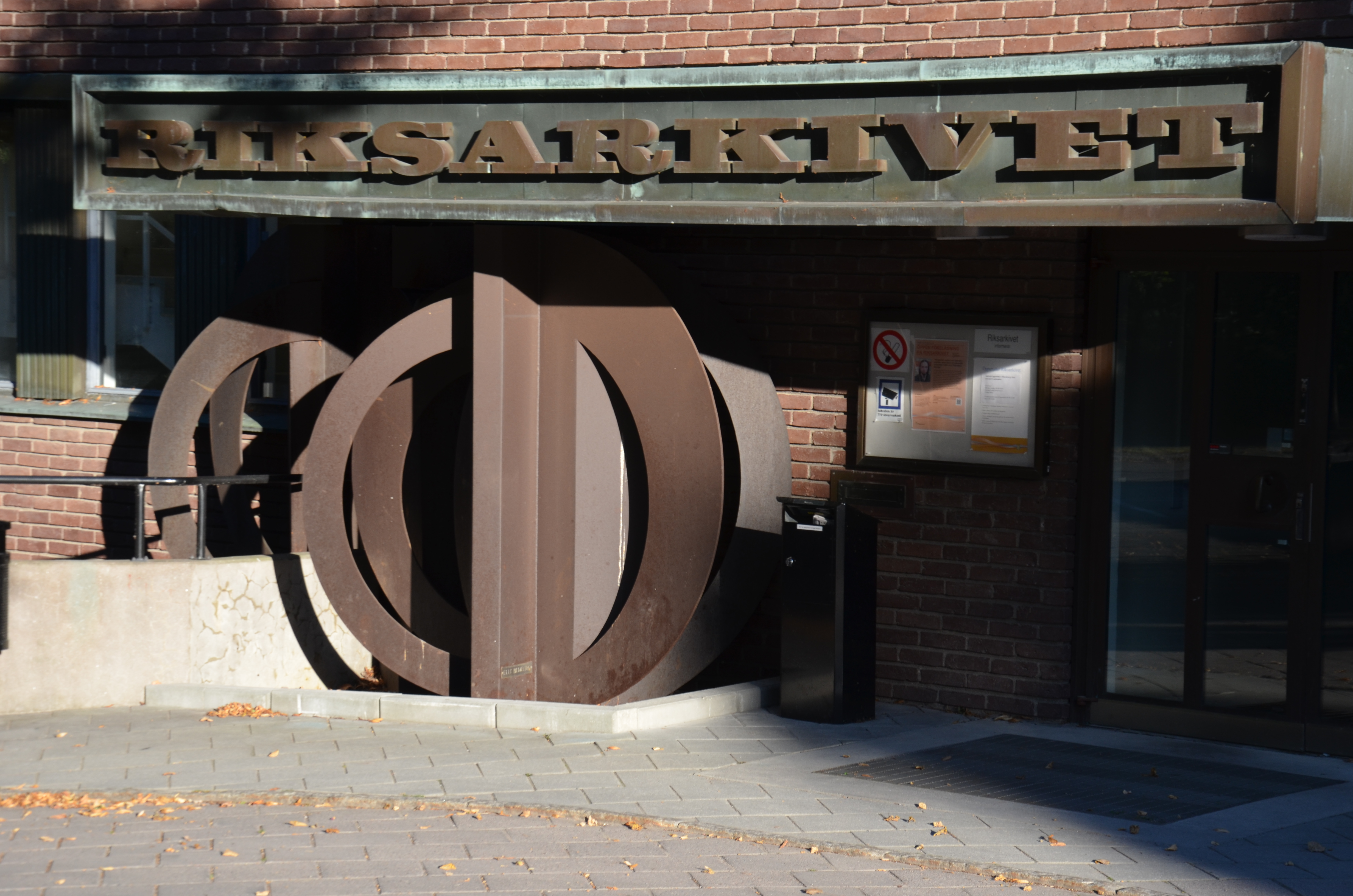
Virvelvind utanför Riksarkivets entré på Kungsholmen i Stockholm
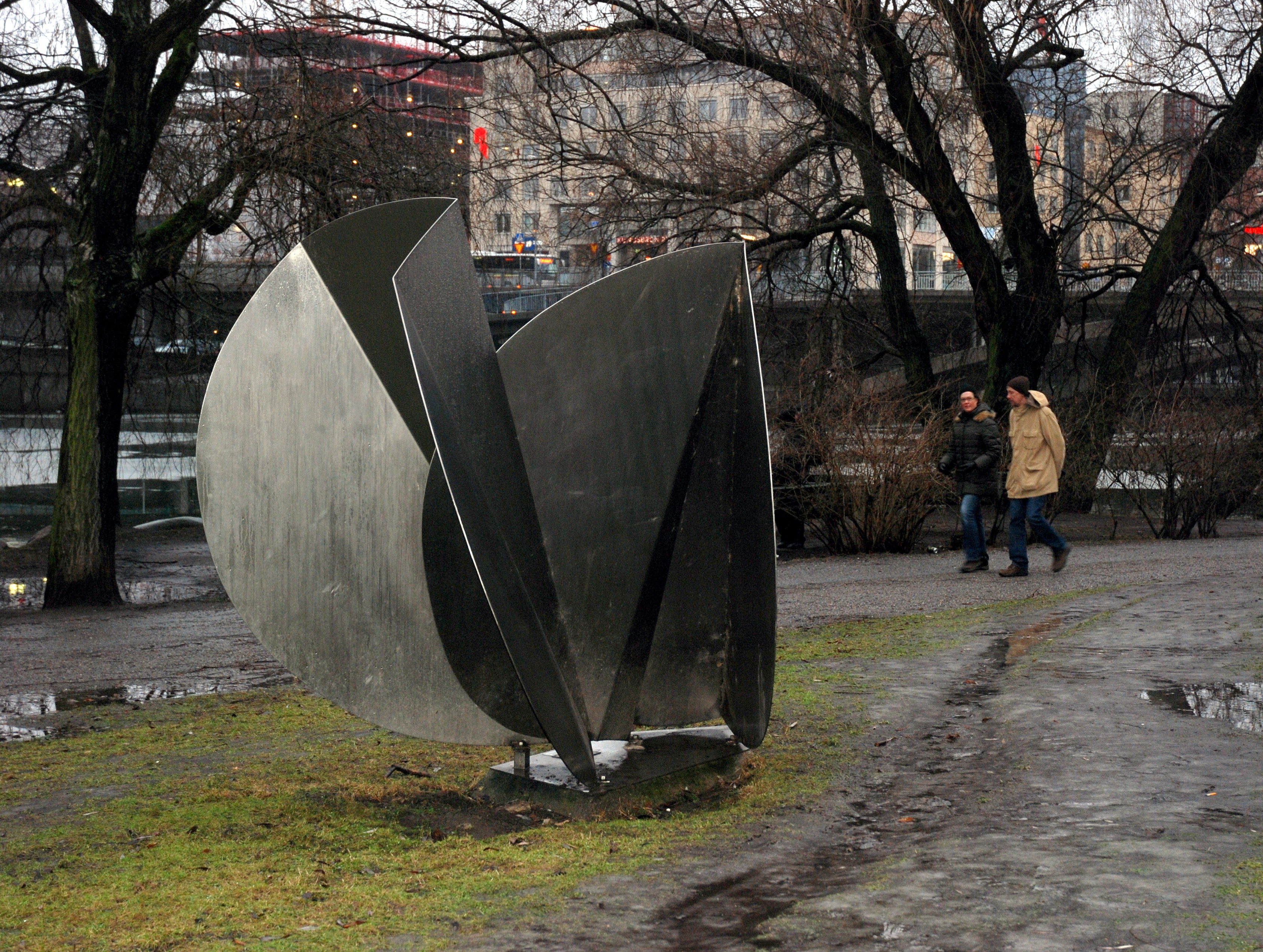
Segel utanför Tekniska Nämndhuset på Kungsholmen i Stockholm
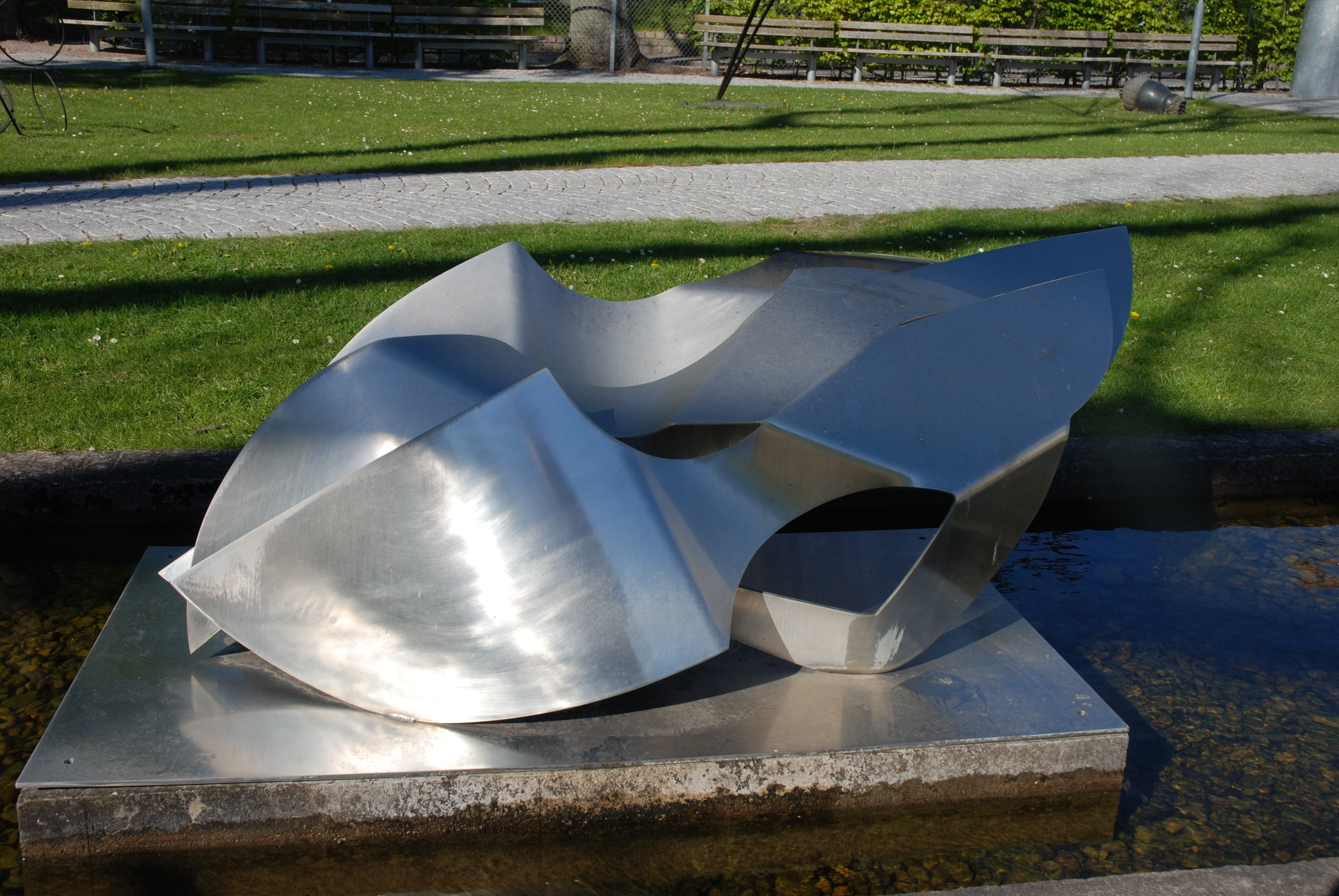
Badande utanför Skissernas museums skulpturpark i Lund
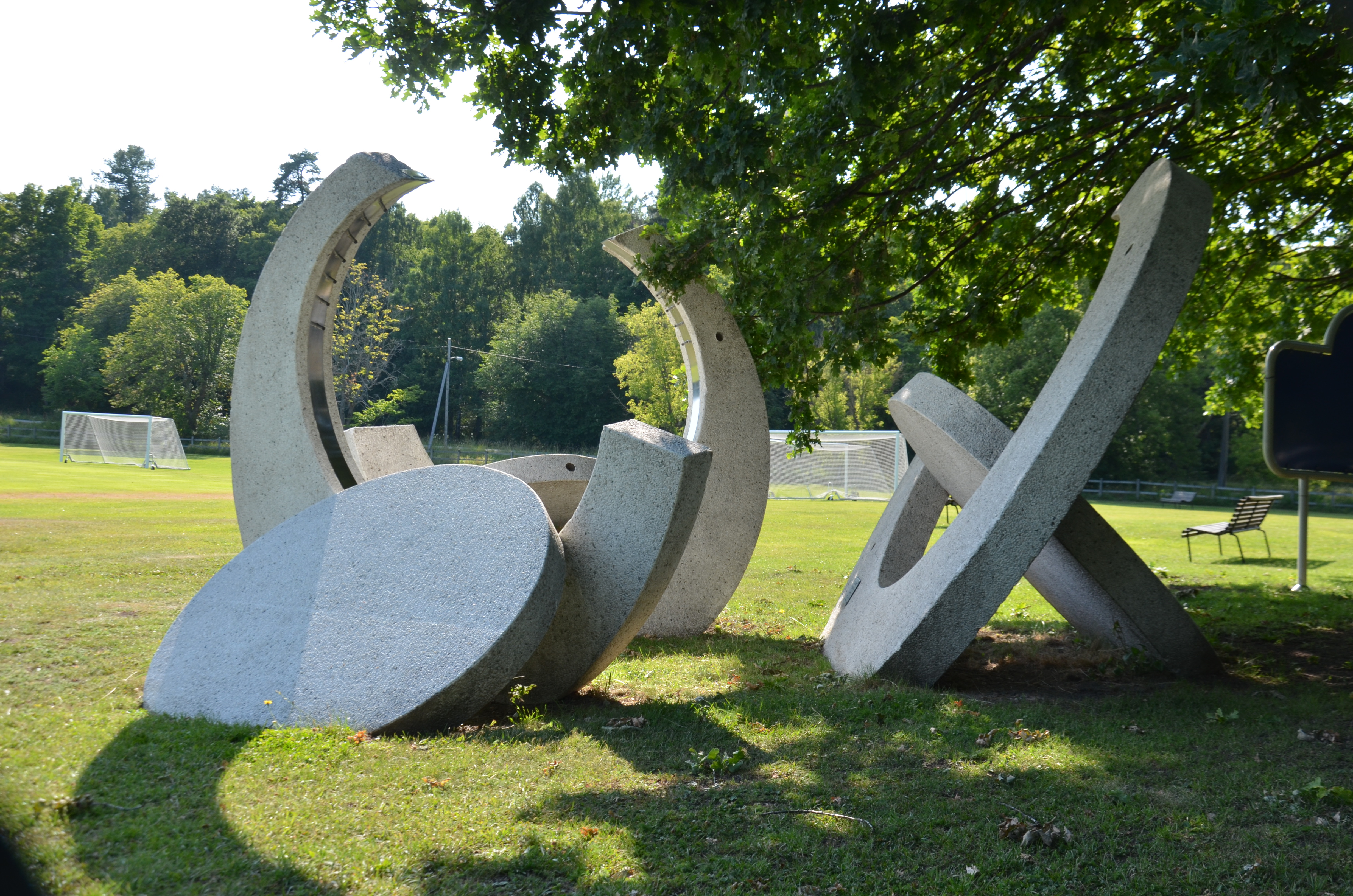
Solidaritet mellan folken, betong, Sjöfartsverkets Servicecentrum för sjömän i Stockholm